# Dorien Pessers
Dorothea Wilhelmina Johanna Maria (Dorien) Pessers (Tilburg, 1951) is een Nederlandse jurist en columnist. Pessers studeerde rechten, ze is hoogleraar Rechtstheorie aan de Faculteit der Rechtsgeleerdheid van de Vrije Universiteit Amsterdam (VU) en hoofddocent Algemene Rechtsleer aan de Faculteit der Rechtsgeleerdheid aan de Universiteit van Amsterdam (UvA). Zij houdt zich bezig met de theoretische grondslagen van de publieke en private sfeer. Daarnaast publiceert zij over tal van maatschappelijke onderwerpen in de wetenschappelijke pers, de Volkskrant, NRC Handelsblad en Trouw. Pessers is lid van de Koninklijke Hollandsche Maatschappij der Wetenschappen. Pessers was (mede)oprichter van het Clara Wichmann Instituut.

## De persoonlijke moraal
Pessers hecht grote waarde aan de 'persoonlijke moraal'. In die zin volgt zij Friedrich Nietzsche die vond dat elk mens de verantwoordelijkheid heeft zijn eigen moraal en geweten te ontwikkelen. Een afgeleide groepsmoraal (of die nu afkomstig is van een religie of een sociale filosofie) was volgens Nietzsche en daarmee Pessers 'slechts' een substituut. Pessers is juriste, kennis die zij combineert met psychologie, filosofie en sociologie. In 1999 promoveerde Pessers op de dissertatie Liefde, solidariteit en recht. In deze dissertatie onderzoekt zij het het wederkerigheidsbeginsel, wat neerkomt op 'voor wat hoort wat' ofwel 'een gift is nooit gratis'. Pessers beweert dat mensen die iets geven dat nooit zo maar doen: ze kopen geluk: "Mensen zijn pas echt gelukkig als ze weten dat er iemand afhankelijk van hen is". Deze gedachte grijpt terug naar een van de grondleggers van de sociologie: Émile Durkheim. In Nederland was socioloog Abram de Swaan een van de eersten die het wederkerigheidsbeginsel binnen de Nederlandse geschiedenis onderzocht. Dat geluk en afhankelijkheid rechtevenredig samenhangen is geen algemene gedachte, de gedachte is onder andere fel bestreden door Marcel van Dam.

## Het grootkapitaal
In haar jonge jaren was Pessers een fanatiek aanhanger van 'links'. Nu is ze nog steeds te typeren als links. Pessers ageerde veelvuldig tegen het grootkapitaal, dat zij zag als oorzaak van vele kwaden zoals onderdrukking en criminaliteit. Pessers ergerde zich in de jaren 90 aan de exorbitante inkomens in het bedrijfsleven, topsport en showbusiness. Volgens Pessers staan die inkomens in schril contrast tot het inkomen van mensen die door hun arbeid een algemeen maatschappelijk belang behartigen. Hiermee doelde Pessers op arbeid in bijvoorbeeld de wetenschap, het onderwijs en de gezondheidszorg. Pessers vroeg en vraagt zich af of niet 'aan die mensen de hoogste beloning moet worden toegekend wier arbeid het meeste bijdraagt aan de sociale en immateriële rijkdom van onze samenleving'. Dit leidde tot een discussie over wie nou het meeste bijdraagt aan de rijkdom van de samenleving. Zijn dat wetenschappers en onderwijzers? Ook voetballers en zangers als Frans Bauer dragen immers bij aan 'het geluk' in de maatschappij. Pessers heeft zich teruggetrokken uit deze discussie. Wat overeind is gebleven is haar nadruk op vakmanschap, Pessers heeft een hekel aan charlatans. Spin-off van deze gedachte was het boek Beroepszeer dat verscheen in 2005. Pessers voerde de redactie over dit boek samen met Gabriël van den Brink en Thijs Jansen.

## Feminisme
Aanvankelijk was Pessers te kenschetsen als feministe, ook in de zin van belangenbehartiger van vrouwen. In haar latere leven nam ze zeer kritische standpunten in over de manier waarop het feminisme het vaderschap zou hebben ondermijnd

## Beroepszeer
Het boek Beroepszeer of Waarom Nederland niet goed werkt verscheen in 2005 . Het boek heeft als centrale boodschap dat in Nederland al lange tijd sprake is van geringschatting van vakmanschap. Het boek bevat cultuurfilosofische analyses van Dorien Pessers, Gabriël van den Brink, Ad Verbrugge en Geert Mak. Ook vinden we in het boek empirische gegevens over de betrokkenheid en tevredenheid van Nederlandse werknemers en over de mate waarin managers de arbeidsvreugde bederven. Het boek is opgebouwd uit verschillende delen en gaat uitgebreid in op respectievelijk motivaties en prestaties van werknemers, de relatie tussen managers en professionals, het betwiste vakmanschap in onderwijs, zorg & welzijn en de publieke sector en de transformatie van het arbeidsethos. Conclusie is dat managers de macht hebben en dat de vakmensen of personen met inhoudelijke kennis minder waard zijn in deze maatschappij en worden geacht te dansen naar het pijpen van de managers. Een boek met dezelfde strekking is Intensieve menshouderij, verschenen in dezelfde periode.
Beide boeken stellen dat werknemers alleen carrière kunnen maken door leiding te geven, waarmee leidinggeven of manager zijn hoger gewaardeerd wordt dan vakmanschap. Daarmee is in toenemende mate gaan gelden dat functies hoger gewaardeerd worden naarmate deze verder af staan van de werkelijke productie. De betrokkenheid van de Nederlandse werknemer heeft daaronder ernstig geleden, vinden de redacteuren. Willen we een tevreden en welvarend Nederland, dan moeten we zo snel mogelijk ophouden met de degradatie van vakmensen - beroepseer op de werkvloer is niet iets van het verleden, maar van de toekomst. Deze gedachte deed opgang vanaf ongeveer 2001 en vond veel weerklank, vooral in de zorg en het onderwijs. Op dit moment (2006) is de discussie nog gaande, maar veel gevolgen heeft hij nog niet gehad. Voorlopig komen er nog steeds meer managers, tot onvrede van de 'werkers'.

## Interview Koningin
In 2005 interviewde Dorien Pessers Koningin Beatrix naar aanleiding van haar 25-jarig ambtsjubileum. Dit interview was te zien op 28 april 2005 en werd uitgezonden door de NOS. Pessers bevroeg Beatrix onder andere over haar rol als hoofd van de natie, haar rol als staatshoofd en over de relatie tussen haar ambt en haar persoon.

## Buitenhof
Opvallend was Pessers verschijning op 21 mei 2006 in het televisieprogramma Buitenhof naar aanleiding van de zaak Ayaan Hirsi Ali contra Rita Verdonk. Verdonk had Hirsi Ali het Nederlands burgerschap afgenomen omdat Hirsi Ali gelogen zou hebben over haar naam. Dit zou naar buiten gekomen zijn in het programma Zembla. Verdonk verklaarde haar actie onder het mom van 'regels zijn regels'. Pessers vocht deze stelling 'regels zijn regels' aan door er op te wijzen dat "regels zijn regels" een credo van Hitler was. In 1933 had deze verklaard dat juristen de wet niet meer kritisch mochten uitleggen, waardoor de moraal en de wet samen zouden vallen. Na de oorlog werd dit rechtspositivisme vervangen door natuurrecht, waardoor een morele weging in de rechtspraak weer mogelijk werd, wat een humanere rechtspraak tot gevolg had. Hiermee onderbouwde Pessers haar zeer kritische visie op het beleid van de Minister voor Vreemdelingenzaken en Integratie Verdonk inzake de behandeling van asielzoekers en met name van Ayaan Hirsi Ali. Zij noemde dit beleid onzorgvuldig. De affaire Verdonk vs Hirsi Ali leidde eind juni 2006 tot de val van het kabinet Balkenende II. Van het gesprek in Buitenhof tussen Paul Witteman en Dorien Pessers is een boekje verschenen bij Uitgeverij Balans onder de titel Regels zijn regels (ISBN 9050188109).